# بدراک (کلرادو)
بدراک (به انگلیسی: Bedrock) یک منطقهٔ مسکونی در ایالات متحده آمریکا است که در شهرستان مانترووز، کلرادو واقع شده‌است. بدراک ۱٬۵۲۱ متر بالاتر از سطح دریا واقع شده‌است.